# Аткунов, Аймерген Сергеевич
Аймерген Сергеевич Аткунов (род. 14 апреля 1989, Онгудай, Алтайский край) — российский самбист, чемпион и призёр чемпионатов России и Европы, призёр чемпионатов мира, чемпион Летней Универсиады 2013 года в Казани, чемпион Европейских игр 2015 года, мастер спорта России международного класса.

## Биография
Аймерген Сергеевич Аткунов родился 14 апреля 1989 года в селе Онгудай Онгудайского района Горно-Алтайской АО Алтайского края, ныне Республика Алтай.
Окончил Горно-Алтайскую школу № 12. Его отец Сергей Юрьевич в настоящее время является старшим тренером СДЮШОР, заслуженный работник физической культуры и спорта РФ, судья международной категории экстра-класса, заслуженный тренер Республики Алтай. Мама Людмила Санаевна работает главным бухгалтером Республиканского кожно-венерологического диспансера. Есть у Аймергена брат Владимир и сестра Айана. Вместе с супругой Любовью воспитывает сына Айлана.

## Спортивные результаты
- Чемпионат России по самбо 2010 года — ;
- Чемпионат России по самбо 2013 года — ;
- Чемпионат России по самбо 2014 года — ;
- Чемпионат России по самбо 2015 года — ;
- Чемпионат России по самбо 2016 года — ;
- Чемпионат России по самбо 2017 года — ;
- Чемпионат России по самбо 2022 года — ;